# 揚聲器

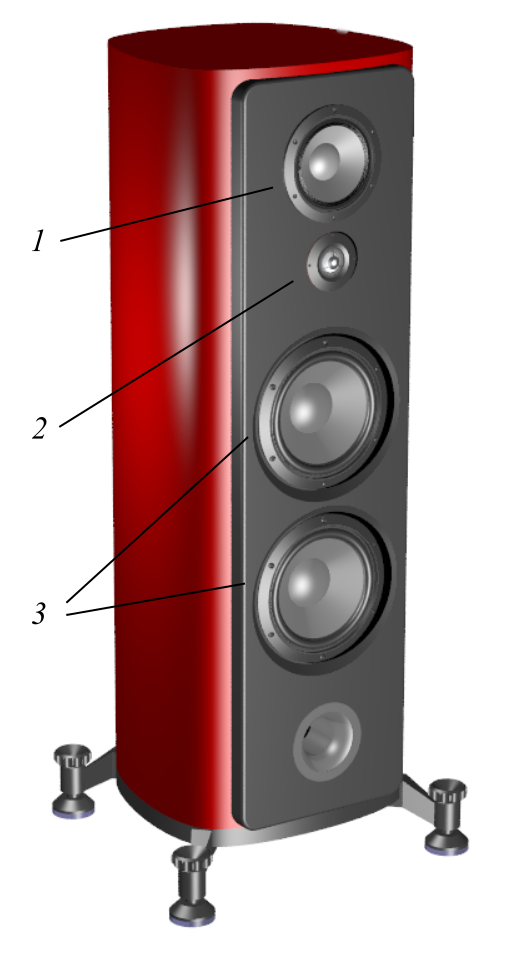
有三種動圈式揚聲器的家用音箱
1. 中音揚聲器（Mid-range driver）
2. 高音揚聲器（Tweeter）
3. 低音揚聲器（Woofers）

揚聲器（英語：Loudspeaker），也称喇叭、音箱、扩音器，是將電子信號轉換成為聲音的换能器、電子元件，可以由一個或多個組成音響組。

## 原理
揚聲器是由磁鐵、線圈、喇叭振膜組成。揚聲器把電流頻率轉化為聲音。物理學原理，當電流通過線圈產生電磁場，磁場的方向為右手法則。假設，揚聲器播放C調，其頻率為256Hz，即每秒振動256次，則揚聲器輸出256Hz的交流電，使線圈與揚聲器薄膜一起振動，推動周圍的空氣振動，揚聲器由此產生聲音。
人耳可以听到的声波的频率一般在20赫兹至20000赫兹之间，所以一般的扬声器都会把程序设定在这个范围内。工作原理和上述相同。能量的转换过程是由电能转换为磁能，再由磁能转换为机械能，再从机械能转换为声音。

## 性能

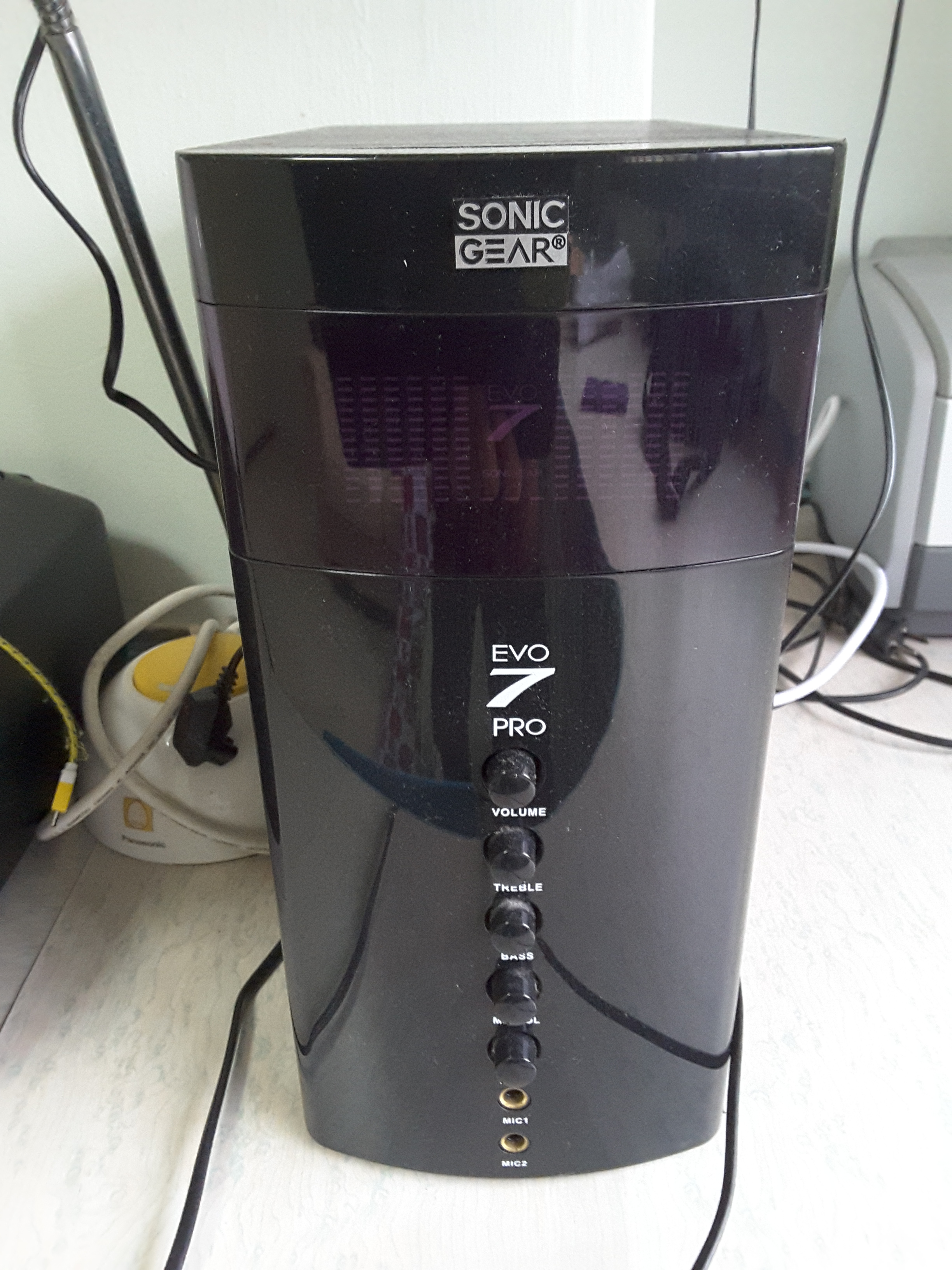
一款扬声器

所以是，扬声器的最终性能，是依靠人耳的听感决定的，所以这个结果可能会因人而异。不过，还是可以将扬声器许多方面的特性通过数据的形式表达出来的。一些常见参数包括：
- 功率：包括最大功率、额定功率、平均功率等，功率越大对应的声音也就越大。
- 频率：发声频率，由于一般很难制造出在20-20000赫兹范围内都表现良好的扬声器，所以通常将几个不同频率的扬声器组合起来构成扬声器系统。
- 阻抗：通常为2的次方，例如2欧姆、8欧姆、32欧姆等等。
- 失真：包括互调失真、谐波失真等参数。
- 靈敏度（英语：Sensitivity (electronics)）（分貝／瓦）：靈敏度越高，細節表現力越強。

## 類型
揚聲器為一個揚聲系統內最多變的元素，每種聲音裝置都有可能不同。扬声器的分类方法有很多，比如可以按照工作方式、形状等来区分。

### 按工作方式分
按其工作原理来分可分为電動式揚聲器、电磁式扬声器、压电式扬声器、电极式扬声器和等离子体扬声器。

#### 电動式扬声器
它的工作原理是让电流通过线圈产生磁场，利用这个激励出来的磁场和扬声器原有的磁场作用产生振动，它是最常用的扬声器。电動式扬声器大致分为四个主要部分：
- 动力系统：包括音圈也就是电线圈，线圈通常同振动系统固定在一起，通过振膜来将线圈的振动转换成声音信号。
- 振动系统：包括音膜，也就是喇叭膜片、振膜。振膜可以由各种材料构成，可以说振膜的材料、制作工艺在很大程度上决定了扬声器的发声质量。按照制作材料不同，可以将振膜分为以下几种[3]：
  - 纸盆：纸盆的成本较低，而且还可以和其它纤维混合起来制作成混合型振膜，它是应用最多的振膜材料。
  - 陶瓷：重低音效果较好
  - 羊毛：在纸浆中混合进羊毛制作而成，低音效果不佳。
  - 聚丙烯：成本较高。
  - 金属：多用于高音球顶喇叭。
  - 木質：聲音溫暖，較適合聽人聲或古典。
- 支撑系统：包括盆架等
- 磁铁：按照其磁铁安装方式不同分为：
  - 外磁式：讓音圈包著磁鐵，所以音圈尺寸要大於磁鐵。外音圈尺寸提升，與振膜接觸面積也更大，動態也就更好。加大尺寸的音圈，還具備更高的散熱效率。
  - 内磁式：音圈做在磁鐵內部，所以音圈尺寸較小得多。

#### 压电式扬声器
利用压电效应，电流通过时产生振动，驱动振膜产生声音。

#### 电极式扬声器
实际上就是电容式，在电容的两极之间施加巨大的电压从而利用静电场产生电场力，驱动振膜运动。虽然早在20世纪30年代就发明出了电极式扬声器，但电极式扬声器成本极高。

#### 等离子体扬声器
电弧击穿空气引起共振发声，是现有的扬声器中音质最好的。发声元件、放电电极体积小。发声部分是电极和电弧，放电电极是两个尖端。电弧击穿空气时有臭氧产生。
早在1900年就有人提出等离子体扬声器的概念，此后又有人尝试过商业化，但始终没大规模流行，关键在于还存在不少问题：
- 对低频响应很差
- 寿命短，功耗大
- 易受高压、电磁干扰。

### 按振膜形状
按振膜形状不同，可以将扬声器分为锥形、平板、球顶、号角式等。

#### 锥形扬声器
是目前应用最广泛的喇叭。还可分为圆形、椭圆形等。圆形扬声的尺寸通过最大直径表示，椭圆形的尺寸则用椭圆的长短轴表示。

#### 平板扬声器
锥形喇叭的圆锥形振膜必然会产生气室，这个气室会造成共振使得性能变坏。而平板扬声器则可改善这种现象。

#### 球顶扬声器
指向性较高，它的振膜通常由金属构成，常用于中高音单元。

#### 号角扬声器
号角扬声器主要原理同锥形扬声器相同，只不过它的声音是经由号筒辐射到空间的间接辐射。

## 參见
- 耳機
- 喇叭
- 助聽器
- 高保真
- 音频信号处理